# Канаіяма-Мару
Канаіяма-Мару — транспортне судно, яке під час Другої світової війни взяло участь у операціях японських збройних сил у архіпелазі Бісмарка.
Канаіяма-Мару спорудили у 1943 році на верфі Matsuura Tekko на замовлення компанії Nishi Nippon Kisen.
Під завершення 1943-го судно опинилось у архіпелазі Бісмарка, розташоване в якому велике японське угруповання без успіху намагалося стримати наступ союзників на Соломонових островах та сході Нової Гвінеї. 4 — 5 грудня "Канаіяма-Мару" у супроводі допоміжного мисливця за підводними човнами CHa-23 перейшли з Рабаула до Кавієнга (основні японські бази в архіпелазі Бісмарка), а 4 — 5 грудня той сами мисливець супроводив "Канаіяма-Мару"  та ще один транспорт у зворотньому напрямку.
Невдовзі "Канаіяма-Мару" знову прибуло до Кавієнгу, звідки 29 грудня 1943-го вийшло в рейс до Лоренгау на острові Манус у супроводі все того ж CHa-23. 1 січня 1944-го Канаіяма-Мару перебувало біля східного узбережжя острова Лос-Негрос (острови Адміралтейства), де було атаковане авіацією та затонуло внаслідок близького вибуху бомби. Мисливець за підводними човнами CHa-23 підібрав уцілілих та доправив їх до Рабаулу.